# 아르대산괴

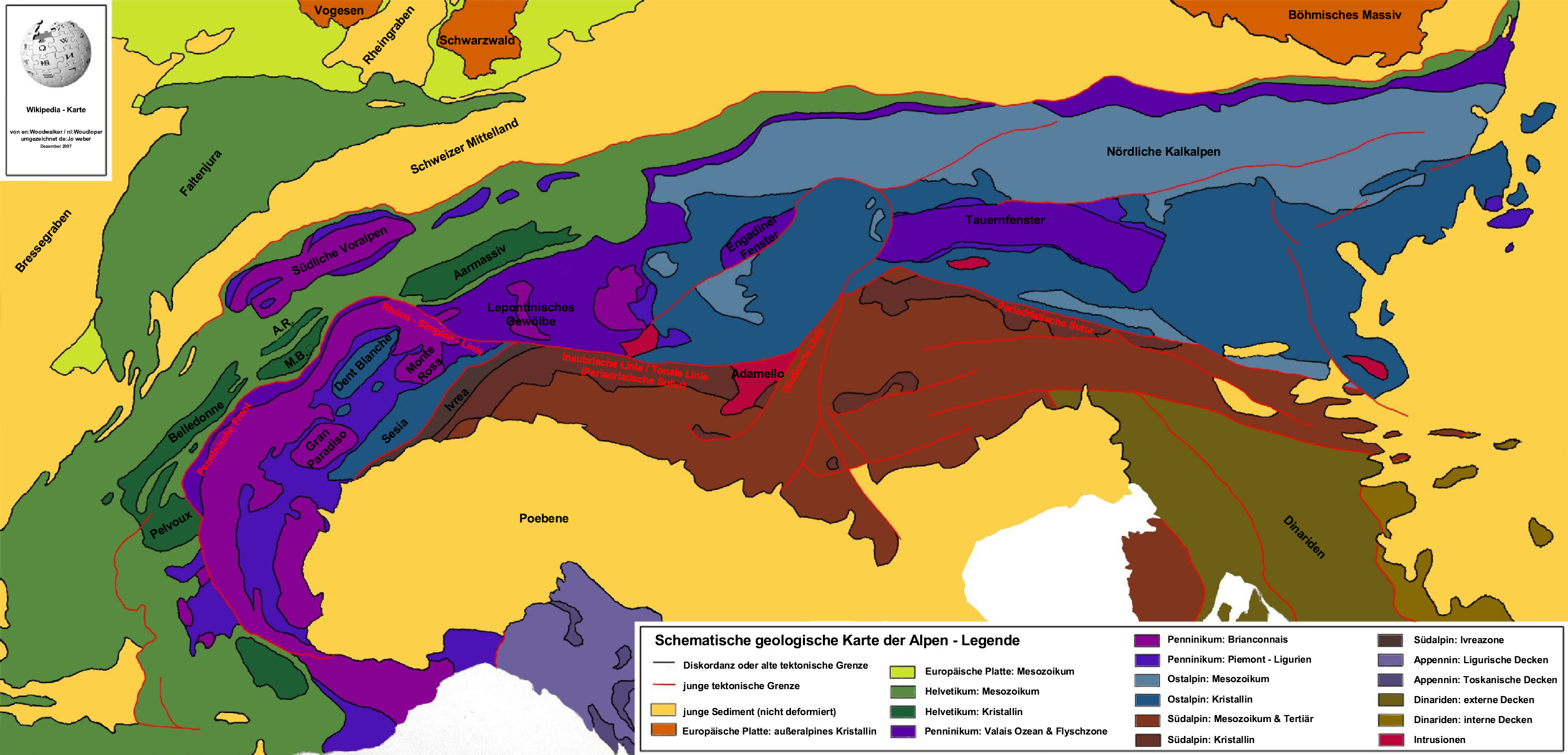
알프스 산맥의 지질학 지도. 아르/고트하르트 대산괴

아르대산괴(Aarmassif, 독일어: Aarmassiv) 또는 아레대산괴(Aaremassif)는 스위스 알프스에서 가장 큰 중앙 대산괴(지질학적으로 오래된 결정질 기반암으로 구성된 대산괴)이다. 아르대산괴는 많은 큰 산 산맥과 산맥의 일부를 포함한다.

## 이름
대산괴는 아르대산괴에서 발원하는 아레강의 이름을 따서 명명되었다.

## 지리
아르대산괴는 베른 알프스와 레폰틴 알프스의 동쪽 부분에서 자라며, 서쪽에서 로이커바트를 동쪽으로 퇴디까지 형성한다. 더 동쪽에서 대산괴는 기거발트와 장크트갈렌의 베티스 사이의 베트너 창과 같은 주의 리머렌제에서와 같은 작은 창에서만 나타난다.

## 구조론과 암석학
아르대산괴는 원래 유럽 지각판의 재료로 구성된 알프스의 헬베티아 지역의 일부이다. 아르대산괴에는 유럽 전역의 고생대 기반암에 공통적인 암석이 있으며, 바리스칸 조산기간 동안 변형 및 변성되었다. 더 젊은 중생대 퇴적암은 이 기반암에서 침식되었는데, 이는 추력 단층이 기반암을 알파인 조산운동으로 표면으로 가져왔기 때문이다. 헬베티아 지역에 있는 유럽의 기반암은 프랑스와 이탈리아 알프스의 에크렝 대산괴와 몽블랑이다.
지층 암석의 암석학은 주로 편마암, 편암과 각섬암이다. 이것들은 아레강 화강암이라고 불리는 바리스칸 조산 이후에 페르미안 화강암에 의해 일부 장소에 침입했다. 제3기 알파인 조산운동의 후기 단계에서 아르대산괴는 길고, 긴 돔 구조의 형태로 융기되었다. 헬베티아 내프의 위에 놓인 석회암은 이제 매우 높은 경사각을 가지며, 아이거와 융프라우 남쪽에 나타나는 능선을 형성한다.